# Herrenhaus Langenau

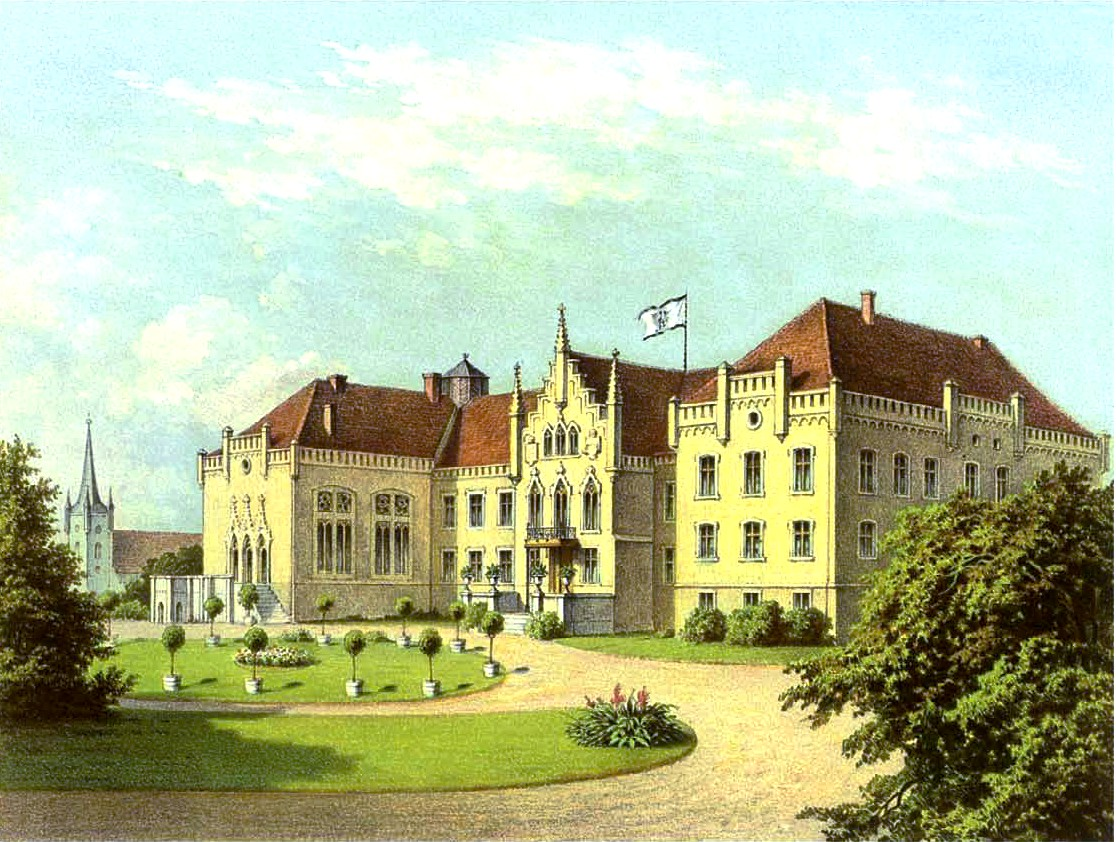
Gut Langenau

Das Schloss Langenau (polnisch Pałac w Łęgowie) ist ein Herrenhaus in Łęgowo in der Gmina Kisielice (Gemeinde Freystadt/Westpreußen).

## Gutsgeschichte
Langenau wurde durch Herzog Albrecht dem ehemaligen Bischof von Polenz verliehen, der zu den Evangelischen übergetreten war. Das Herrenhaus wurde für den 1746 verstorbenen Samuel von Polenz nach dem Vorbild von Schloss Finckenstein erbaut. Die Polenz blieben bis 1850 Besitzer. Durch Heirat kamen Langenau und das benachbarte Schloss Neudeck in gemeinsamen Besitz, waren aber nach 1890 wieder getrennt. Das Herrenhaus wurde 1862–64 neugotisch umgestaltet. Ab 1902 war das Gut Besitz des preußischen Staates und wurde aufgesiedelt. Im Jahr 1933 schenkte der Staat das Gut Paul von Hindenburg.

## Bauwerk
Das zweistöckige Backsteingebäude mit C-förmigem Grundriss bestand aus dem Hauptkörper und zwei an die Gartenfassade angebauten Seitenflügeln. Das Gebäude wurde mit reichen architektonischen Details geschmückt. Über den Eingängen wurden Stufengiebel, Türmchen, spitzbogige Fenster und dekorative Gesimse verwendet.

## Gutskirche
Die Gutskirche ist ein schlichter Putzbau von 1600–1605 und hat noch eine bauzeitliche Ausstattung.

## Nachweise
1. 1 2  Helmut Sieber: Schlösser und Herrensitze in Ost- und Westpreußen. Verlag Wolfgang Weidlich, 1958, S. 88.
2. ↑  Pałac w Łęgowie. In: leksykonkultury.ceik.eu. Abgerufen am 3. Juli 2023 (polnisch).
3. ↑  Bernhard Schmid, Grete Tiemann: Dehio, Gall. Deutschordensland Preussen. Deutscher Kunstverlag, 1952, S. 110.